# Mosty (stacja kolejowa)
Mosty (biał. Масты, ros. Мосты) – węzłowa stacja kolejowa w miejscowości Mosty, w rejonie mostowskim, w obwodzie grodzieńskim, na Białorusi.
Stacja istniała przed II wojną światową.